# Хьюмидор

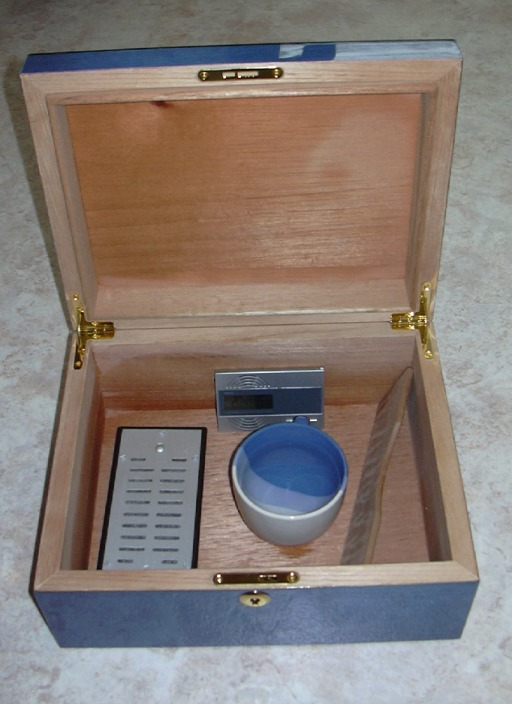
Хьюмидор

Хьюмидор (лат. humidus — «влажный») — ящик, шкатулка (реже шкаф или комната) для хранения сигар. Главной задачей хьюмидора является поддержание влажности на уровне 68—72 %, при которой сигары могут храниться без потери качества.
Традиционный хьюмидор — это плотно закрывающийся деревянный ящик, внутренняя часть которого выстилается древесиной испанского кедра, хотя в последнее время некоторые производители выпускают хьюмидоры из металла и пластика, с поролоновой внутренней отделкой и самых различных форм, даже пирамидальной.
Основной частью хьюмидора является увлажнитель. В самых дешёвых вариантах в этой роли может выступать приспособление из чашки и промоченной губки. В дорогих моделях это электронное устройство, автоматически включающее мелкодисперсный распылитель тогда, когда влажность в хьюмидоре падает ниже заданного уровня. Большинство хьюмидоров также снабжены гигрометром (аналоговым или цифровым), хотя эта деталь может и отсутствовать.
Если в хьюмидоре хранятся несколько сортов сигар, то он обычно разделяется на несколько секций во избежание смешения запахов.